# Шевченкове (Токмацька міська громада)
Шевче́нкове — село в Україні, у Токмацькій міській громаді Пологівського району Запорізької області. Населення — 54 особи. До 2020 року орган місцевого самоврядування — Покровська сільська рада.

## Географія
Село Шевченкове розташоване за 107 км від обласного центру, 64 км від районного центру та 10 км від міста Токмака,  на лівому березі річки Куркулак, одного з витоків річки Чінгул, вище за течією на відстані 1 км розташоване село Покровське. Поруч пролягає автошлях національного значення Н30.

## Історія
Село засноване  1930 року й перебувало в складі Токмацького району.
12 червня 2020 року, відповідно до розпорядження Кабінету Міністрів України № 713-р «Про визначення адміністративних центрів та затвердження територій територіальних громад Запорізької області», село увійшло до складу Токмацької міської громади.
19 липня 2020 року, у результаті адміністративно-територіальної реформи та ліквідації Токмацького району, село увійшло до складу новоутвореного Пологівського району.
24 лютого 2022 року, в ході російського вторгнення в Україну, село тимчасово окуповане російськими окупантами.

## Населення

### Мова
Розподіл населення за рідною мовою за даними :
| Мова       | Кількість | Відсоток |
| ---------- | --------- | -------- |
| українська | 50        | 92,59 %  |
| російська  | 4         | 7,41 %   |
| Всього:    | 54        | 100 %    |